# Cyrtarachne finniganae
Cyrtarachne finniganae är en spindelart som beskrevs av Roger de Lessert 1936. Cyrtarachne finniganae ingår i släktet Cyrtarachne och familjen hjulspindlar.
Artens utbredningsområde är Moçambique. Inga underarter finns listade i Catalogue of Life.